# Хайнас Юрій Андрійович
Ю́рій Андрі́йович Хайнас — капітан, Державна прикордонна служба України.
Випускник Мукачівського обласного ліцею-інтернату з посиленою військово-фізичною підготовкою.

## Нагороди
20 червня 2014 року — за особисту мужність і героїзм, виявлені у захисті державного суверенітету та територіальної цілісності України, вірність військовій присязі під час російсько-української війни, відзначений — нагороджений орденом Богдана Хмельницького III ступеня.